# Edith Hirsch Luchins
Pour les articles homonymes, voir Hirsch.
Edith Hirsch Luchins (née le 21 décembre 1921 à Brzeziny, Pologne – morte le 18 novembre 2002 à Suffern) est une mathématicienne américaine d'origine polonaise. Elle est connue pour avoir étudié, avec son mari Abraham S. Luchins, l'effet Einstellung. Elle a été membre de la Mathematical Association of America, de l'American Mathematical Society, de la Society for Industrial and Applied Mathematics, de l'American Education Research Association (en) et de l'Association américaine pour l'avancement des sciences.

## Biographie
Edith Hirsch naît en Pologne en 1921. Sa famille émigre aux États-Unis et s'installe à New York alors qu'elle a six ans. Encouragée dans ses études par sa famille, Hirsch excelle en mathématiques. Elle obtient un baccalauréat et une maîtrise de l'université de New York. 
Hirsch enseigne au Brooklyn College et travaille pour le gouvernement comme inspecteur d'équipement anti-aérien à la Sperry Corporation au cours de la Seconde Guerre mondiale. En 1942, elle épouse Luchins. Ses études doctorales prennent plusieurs années en raison de congé parental et de déménagements engendrés par les différents postes occupés par son mari. Elle développe un certain intérêt pour l'enseignement des mathématiques et écrit plusieurs livres avec son conjoint sur le sujet.
En 1957, elle obtient un Ph.D. de l'université de l'Oregon, puis enseigne quatre ans à l'université de Miami avant d'être nommée professeure associée à l'Institut polytechnique Rensselaer en 1962. En 1970, elle devient la première femme à occuper un poste de professeur à cet institut, où elle demeure jusqu'à sa retraite en 1992.

## Sélection de publications
- 1959 (avec Abraham S. Luchins) : (en)Rigidity of Behavior - A Variational Approach to the Effect of Einstellung. University of Oregon Books: Eugene, Oregon.
- 1965 (avec Abraham S. Luchins) : (en)Logical Foundations of Mathematics for Behavioral Scientists. Holt, Rinehart: New York.
- 1969 (avec Abraham S. Luchins) : (en)The Search for Factors that Extremize the Autokinetic Effect. Faculty-Student Association: State University of New York at Albany.